# Gemeinde Velike Lašče

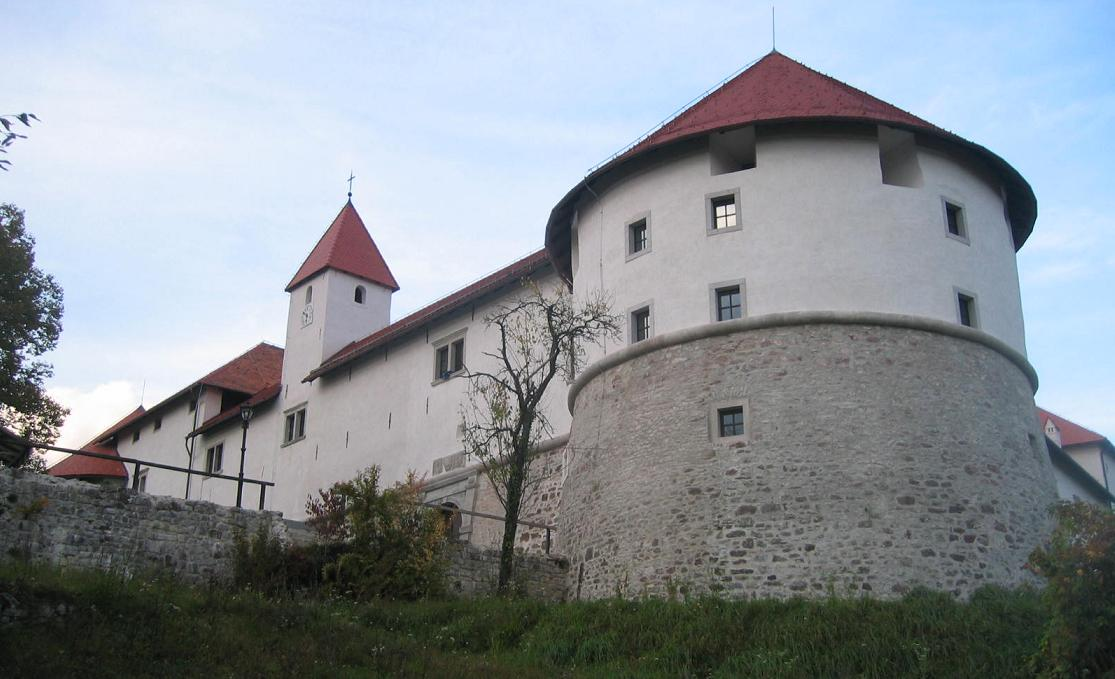
Schloss Auersperg (Turjak)

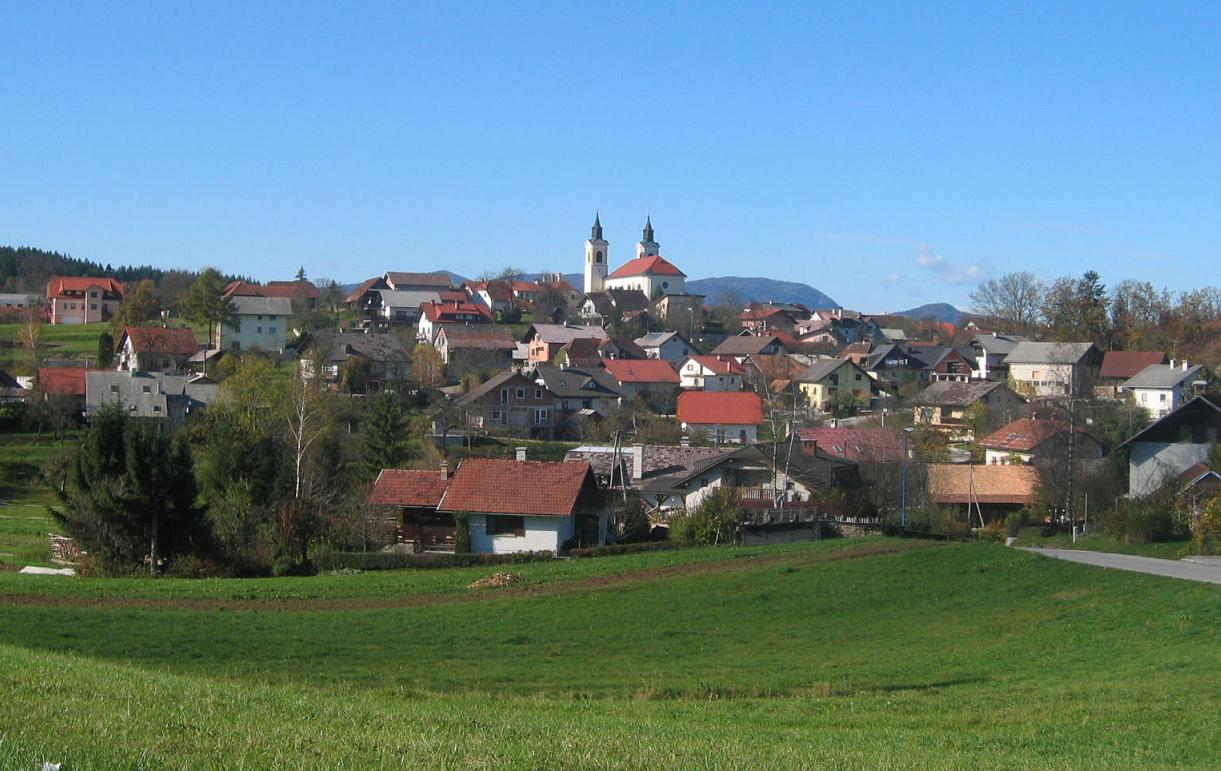
Velike Lašče

Die Gemeinde Velike Lašče ist eine aus 88 Ortschaften bestehende Gemeinde in der historischen Landschaft Unterkrain, Region Osrednjeslovenska in Slowenien.
Verwaltungssitz ist die Stadt Velike Lašče.Velike Lašče (Großlaschitz),

## Ortschaften
Die Gemeinde Velike Lašče besteht aus folgenden Ortschaften (in Klammern die vor 1918 gebräuchlichen, deutschsprachigen Ortsnamen):
- Adamovo (dt. Adamsberg)
- Bane (Velike Lašče) (dt. Wann, auch Bannach)
- Bavdek (dt. Baudegg)
- Borovec pri Karlovici (dt. Brauenitz, auch Brautz)
- Boštetje (dt. Wachstetten)
- Brankovo (dt. Prankau)
- Brlog (dt. Werlog)
- Bukovec (dt. Bukouz in der Oberkrain)
- Centa (dt. Zenta in der Krain)
- Četež pri Turjaku (dt. Tschettesch)
- Dednik (dt. Dednigg)
- Dolenje Kališče (dt. Unterkallische, auch Untergalschach)
- Dolnje Retje (dt. Unterretje)[3]
- Dolščaki (dt. Dollschach)
- Dvorska vas (dt. Hofdorf in der Oberkrain)
- Gorenje Kališče (dt. Oberkallische, auch Obergalschach)
- Gornje Retje (dt. Oberretje)[3]
- Gradež (dt. Gradesch, auch Hof Grades)
- Gradišče (dt. Eisenstein in der Oberkrain)
- Grm (dt. Germ)
- Hlebče (dt. Clebitz)
- Hrustovo (dt. Chrustau)
- Jakičevo (dt. Jakitschewo)
- Javorje (dt. Jaworje in der Oberkrain)
- Kaplanovo (dt. Kaplanau)
- Karlovica (dt. Karlowitz in der Oberkrain)
- Knej (dt. Kney)
- Kot pri Veliki Slevici (dt. Winkel bei Großsillwitz)
- Krkovo pri Karlovici (dt. Korkuben)
- Krvava Peč (dt. Blutigenstein)
- Kukmaka (dt. Guggenmack, auch Gukkenmak)
- Laporje (dt. Lappriach, auch Laperje)
- Laze (dt. Lassach, auch Lase bei Großlaust)
- Logarji (dt. Logarje)
- Lužarji (dt. Luschari)
- Mački (dt. Matschegg)
- Mala Slevica (dt. Kleinsillwitz)
- Male Lašče (dt. Kleinlaschitz, auch Kleinlaust)
- Mali Ločnik (dt. Kleinlotschnig)
- Mali Osolnik (dt. Kleinosselnigg, auch Kleinosolnigg)
- Marinčki (dt. Marintschegg)
- Medvedjek (dt. Medwedjegg)
- Mohorje (dt. Hermagor)
- Naredi (dt. Narede)
- Opalkovo (dt. Oppelich)
- Osredek (dt. Oßredegg in der Oberkrain)
- Pečki (dt. Petschegg)
- Plosovo
- Podhojni Hrib (dt. Unterberg)
- Podkogelj (dt. Podkogel)
- Podkraj (dt. Podkrai)
- Podlog (dt. Podlog in der Oberkrain, auch Pudlag)
- Podsmreka pri Velikih Laščah (dt. Podschmereka)
- Podstrmec (dt. Podstermetz)
- Podulaka (dt. Unterwolach )
- Podžaga (dt. Podschaga)
- Polzelo (dt. Pousello)
- Poznikovo (dt. Poßnigkau)
- Prazniki (dt. Prosnik)
- Prhajevo (dt. Perchau)
- Prilesje (dt. Prelesje bei Großlaust)
- Purkače (dt. Burghart, auch Burgstall bei Großlaust)
- Pušče (dt. Anderöd)
- Rašica (dt. Reschwiz, auch Rainschitz)
- Rob (dt. Roob, auch Raab, Ropp)
- Rupe (dt. Gereuth, auch Ruppe bei Grosslaust)
- Sekirišče (dt. Sekirischach, auch Skürsche)
- Selo pri Robu (dt. Sellen)
- Sloka Gora (dt. Schlockenberg, auch Slokaberg)
- Srnjak (dt. Sernjagg, auch Sernak)
- Srobotnik pri Velikih Laščah (dt. Srobotnigg)
- Stope (dt. Stempfach, auch Stoppe)
- Strletje (dt. Sterlete)
- Strmec (dt. Stermetz)
- Ščurki (dt. Schurke)
- Škamevec (dt. Skameuz)
- Škrlovica (dt. Skerlowitz)
- Tomažini (dt. Tomaschiner, auch Thomaschine)
- Turjak (dt. Auersberg in der Oberkrain)
- Ulaka (dt. Wälschberg in der Oberkrain)
- Uzmani (dt. Ußmann)
- Velika Slevica (dt. Großsillwitz)
- Velike Lašče (dt. Groß Laschitz,[3] auch Großlaust)
- Veliki Osolnik (dt. Großosolnigg)
- Vrh (dt. Berg, auch Werch bei Großlaust)
- Zgonče (dt. Sgontsche)
- Žaga (dt. Schaga bei Großlaust)

## Geschichte
Bis zum Ende des Habsburgerreichs gehörte Velike Lašče zum Kronland Krain, wobei der Ort Sitz des gleichnamigen Gerichtsbezirks Großlaschitz gewesen war und zum Bezirk Gottschee gehörte.
Im Zweiten Weltkrieg wurden auf dem Gemeindegebiet Massengräber angelegt.
1994 wurde die Gesamtgemeinde Velike Lašče gegründet.
2016 wurde dem Ortsteil Rašica der Titel „Reformationsstadt Europas“ durch die Gemeinschaft Evangelischer Kirchen in Europa verliehen.

## Sehenswürdigkeiten
Sehenswert ist im Ortsteil Turjak das Schloss Auersperg, welches der historische Stammsitz des altösterreichischen Adelsgeschlechtes derer von Auersperg ist. 1067 wurde es als Burg erbaut und später mehrmals zerstört, aber immer wieder aufgebaut. Es überstand die Türkenangriffe und 1511 ein Erdbeben. Danach wurde die Burg zu einem Schloss umgebaut. Im Zweiten Weltkrieg wurde es teilweise zerstört.

## Nachbargemeinden
Durch die Gemeinde verläuft der Ciglar-Weg, der slowenische Abschnitt des Europäischen Fernwanderwegs E6.
|          | Ig und Škofljica                            | Grosuplje  |
| Cerknica | Kompassrose, die auf Nachbargemeinden zeigt | Dobrepolje |
| Bloke    | Sodražica und Ribnica                       |            |

## Persönlichkeiten
In Velike Lašče geboren:
- Primus Truber (* 1508; † 1586), Prediger, Begründer des slowenischen Schrifttums und der evangelischen Kirche in Slowenien
- Fran Levstik (* 1831; † 1887), Dichter
- Josip Stritar (* 1836; † 1923), Schriftsteller

2016 wurde dem Ortsteil Rašica der Titel „Reformationsstadt Europas“ durch die Gemeinschaft Evangelischer Kirchen in Europa verliehen.

## Partnergemeinde
Seit 2004 ist Lützelflüh im schweizerischen Emmental die Partnergemeinde von Velike Lašče.